# 오픈인디애나
오픈인디애나(OpenIndiana)는 오픈솔라리스에서 기원하면서 일루모스에 기반을 둔 유일한 자유-오픈 소스 유닉스 운영 체제이다. 오픈솔라리스가 오라클에 의해 중단된 이후 오픈솔라리스로부터 포크된 오픈인디애나는 오라클의 2010년 썬 마이크로시스템즈 인수 이전에 썬 마이크로시스템즈의 오픈솔라리스의 내부 코드명인 프로젝트 인디애나(Project Indiana)의 이름을 따온 것이다.